# Spoorlijn Homburg - Einöd
De spoorlijn Homburg - Einöd was een Duitse spoorlijn in Saarland en was als spoorlijn 3283 onder beheer van DB Netze.

## Geschiedenis
Het traject werd door de Pfälzische Ludwigsbahn-Gesellschaft geopend op 7 mei 1857 en behoort daarmee tot een van de oudste spoorlijnen in het Saarland.
Regulier personenvervoer is opgeheven tussen 1989 en 1991. Waarna de lijn er ongebruikt bij is blijven liggen. Thans zijn er plannen om het traject te reactiveren en te elektrificeren zodat de S1 van de S-Bahn RheinNeckar doorgetrokken kan worden naar Zweibrücken Hauptbahnhof.

## Aansluitingen
In de volgende plaatsen is of was er een aansluiting op de volgende spoorlijnen:
Homburg (Saar) Hauptbahnhof
DB 3250, spoorlijn tussen Saarbrücken en Homburg
DB 3280, spoorlijn tussen Homburg en Ludwigshafen
DB 3281, spoorlijn tussen Homburg en Staudernheim
DB 3282, spoorlijn tussen Homburg en Neunkirchen
DB 3284, spoorlijn tussen Homburg Hauptbahnhof en Homburg Rangierbahnhof
Schwarzenacker
DB 3285, spoorlijn tussen Schwarzenacker en Sarreguemines
Einöd (Saar)
DB 3450, spoorlijn tussen Rheinsheim en Rohrbach

## Galerij

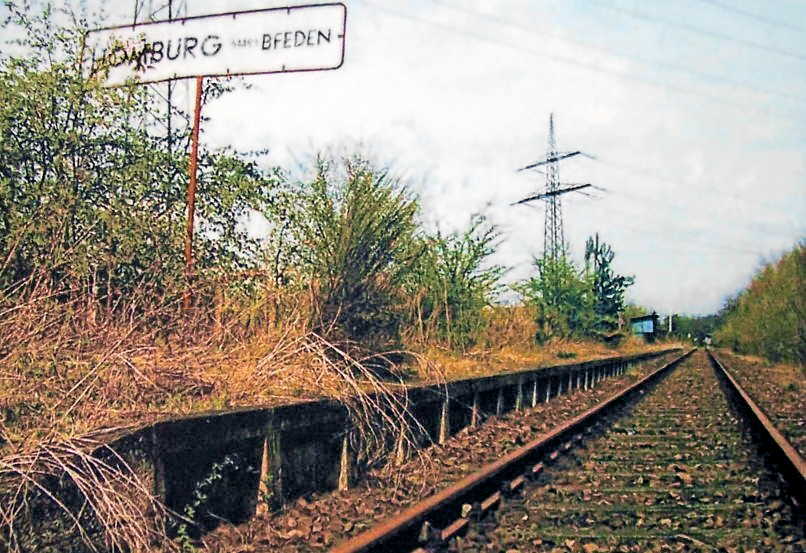
Homburg-Beeden in 2004
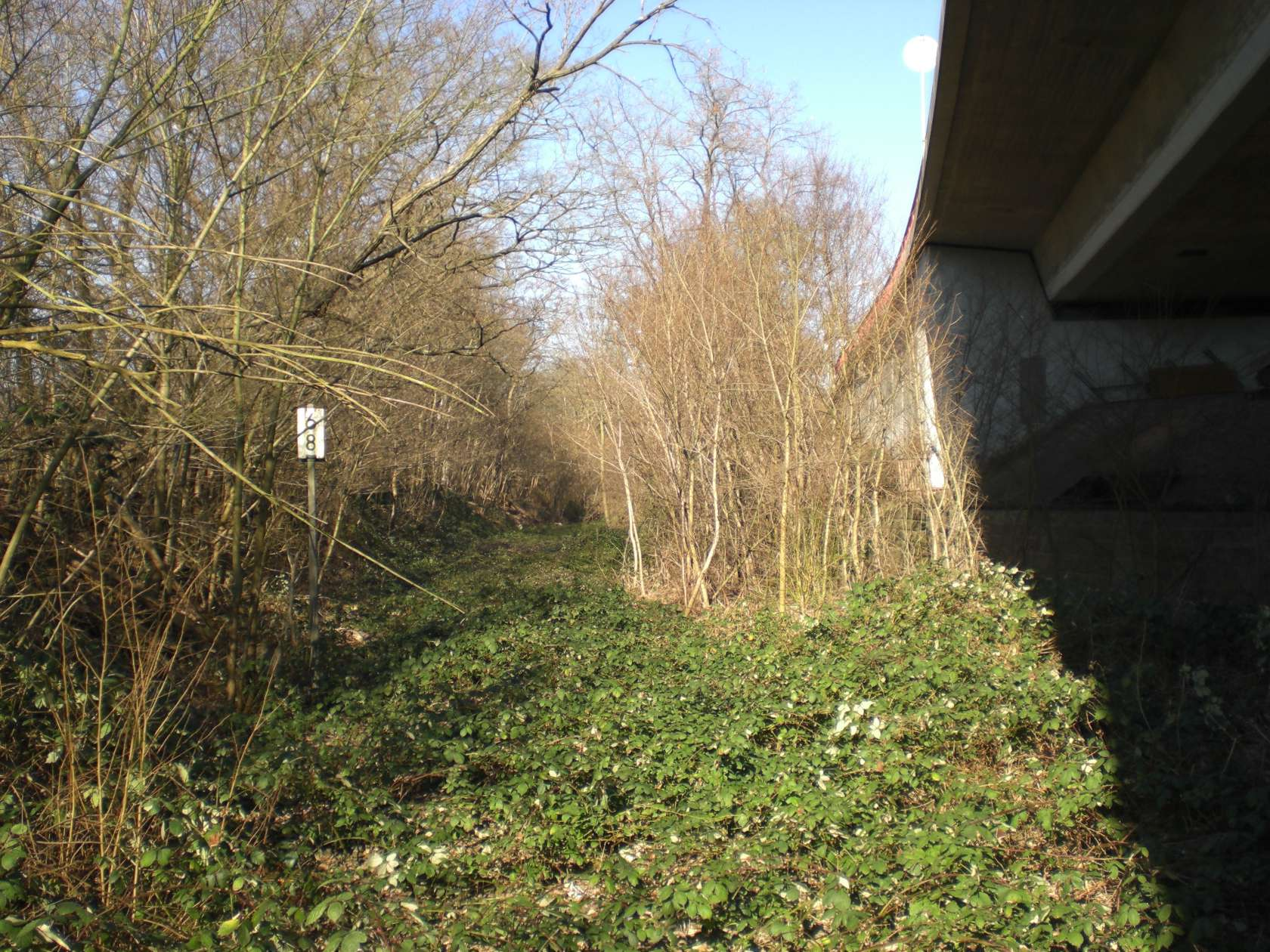
Tracé tussen Schwarzerden en Einöd